# Fehérajkú pekari
A fehérajkú pekari vagy pézsmapekari (Tayassu pecari) az emlősök (Mammalia) osztályának párosujjú patások (Artiodactyla) rendjébe, ezen belül a pekarifélék (Tayassuidae) családjába tartozó Tayassu nem egyetlen faja.

## Előfordulása
Az amerikai földrész trópusi tájain fordul elő. Az Amerikai Egyesült Államok délnyugati államaitól (Arizona, Új-Mexikó és Texas) a közép-amerikai földhíd országain át egészen Argentína északi részéig megtalálható. Jóval az európaiak megjelenése előtt betelepítették az őslakos indiánok Kuba szigetére is, ahol mára a természetes fauna részévé vált.

## Alfajai
- Tayassu pecari aequatoris Lönnberg, 1921 - szinonimája: Tayassu pecari equatorius Rusconi, 1929
- Tayassu pecari albirostris Illiger, 1815 - szinonimája: Tayassu pecari labiatus (Cuvier, 1817)
- Tayassu pecari pecari Link, 1795 - szinonimája: Tayassu pecari beebei Anthony, 1921
- Tayassu pecari ringens Merriam, 1901
- Tayassu pecari spiradens Goldman, 1912

## Megjelenése
Jóval nagyobb, mint az örvös pekari. 3-6 centiméter hosszú farkával együtt 93-145 centiméteresre nő. Marmagassága 40–60 centiméter. Testtömege 25-40 kilogramm. Külsőleg rokonaitól nagyobb alakján kívül színezése és az alsó állkapcsán lévő nagy fehér folt alapján különböztethető meg. Az állat színe szürkés fekete.

## Életmódja
Gyümölcsöket, gyökereket, gumókat, pálmadiót, füvet és gerincteleneket fogyaszt. Zsákmányállata a jaguárnak és a pumának. A fehérajkú pekarit széles körben tekintik a legveszélyesebb pekarinak, ellentétben a félénk örvös pekarival.

## Természetvédelmi állapota
Az IUCN vörös listáján a sebezhető kategóriába szerepel.